# Montagne d'Ambre nationalpark
Montagne d'Ambre nationalpark är en nationalpark som ligger från cirka 800 till 1 475 meter över havet på norra Madagaskar.

## Geografi
Nationalparken täcker ett område på 18 200 hektar på ett isolerat vulkanmassiv, av mestadels basalt, ovanför den omgivande torra regionen. Sevärdheter är spektakulära vattenfall och flera kratersjöar. Där finns många floder och bäckar, och nationalparken är avrinningsområde för staden Antsiranana, som är omgiven av torra, glesa skogar och halvöken med suckulenta växter. Den årliga nederbörden i nationalparken är 3 585 millimeter, jämfört med 1 000 millimeter runt staden. Området är uppkallad efter avlagringarna av kopal, en mjuk form av bärnsten.
Montagne d'Ambre är en av de mest tillgängliga nationalparkerna på norra Madagaskar. Till Joffreville kan man dagligen åka med taxi från Antsiranana, vilket tar cirka 45 minuter. På resan uppför berget till ingången nationalparkens ingång finns några mindre byar och det finns inkvarteing för gäster i Joffreville. I och runt nationalparken bor sakalava- och antankranafolken.

## Flora och fauna
Större delen av nationalparken är täckt av bergsregnskog med träd upp till 40 meter höga och täckta av lianer, orkidéer och ormbunkar, som svartbräkenväxten Asplenium nidus. Skogen är isolerad från andra regnskogar genom de omgivande torra lövskogarna. Det finns planteringar av Eucalyptus och exotiska barrträd, tallar, Araucaria och den invasiva busken eldkrona (Lantana camara). Över tusen arter av växter finns registrerade.
Av de tjugofem arterna av däggdjur i nationalparken finns åtta endemiska arter av lemur, ringsvansmangust (Galidia elegans) och fanaloka (Fossa fossana). Trettiofem av de sjuttiofem fågelarterna är endemiska, inklusive amberstentrast (Monticola erythronotus) som bara är känd från ett enda område på massivet. Nationalparken är också känd för sina grod- och kräldjur som bladkameleonten (Brookesia tuberculata), som är en av de minsta kräldjuren i världen. Det finns trettiofem arter av grodor.

Calumma amber, hona.

## Galleri

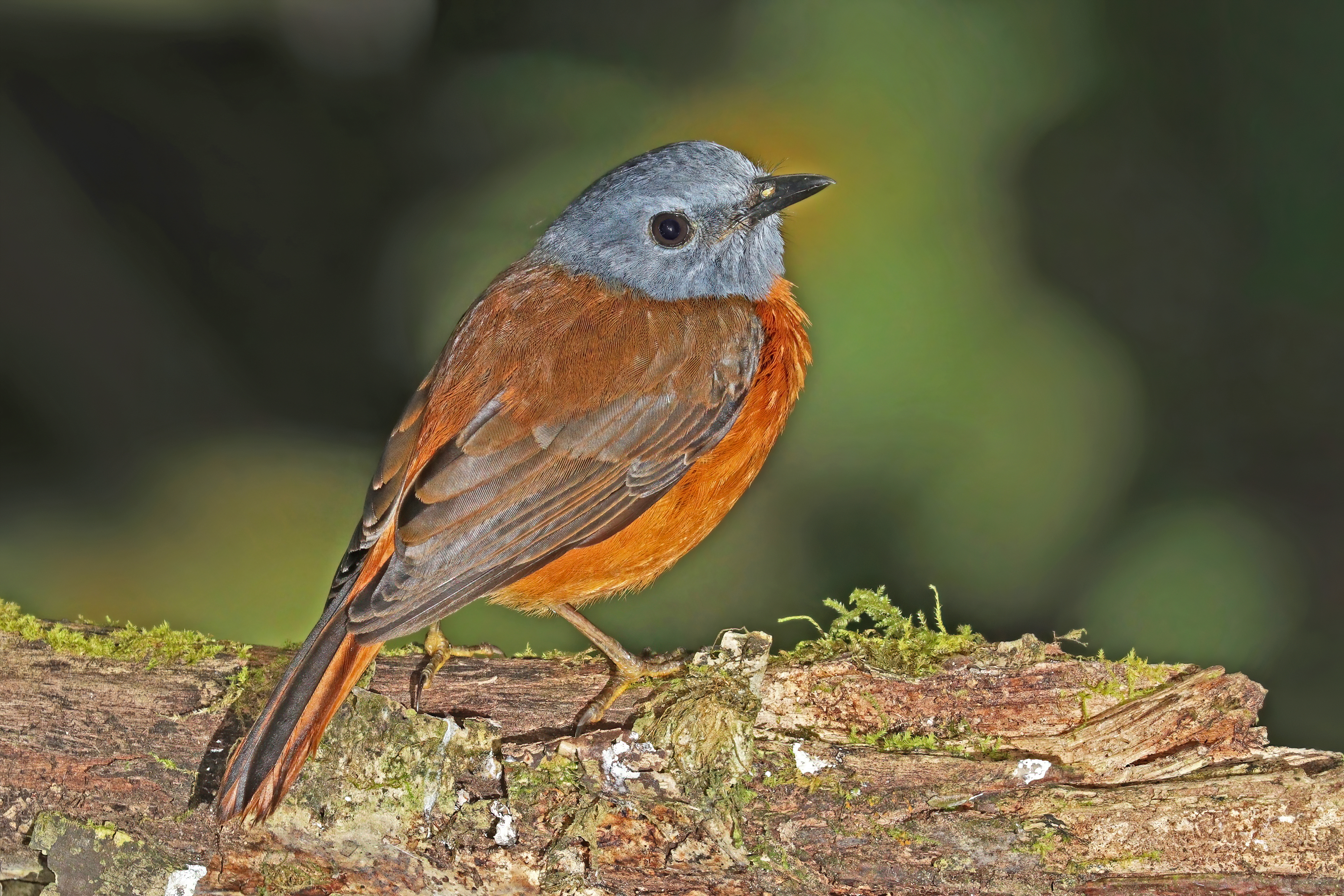
Amberstentrast, adult hane.
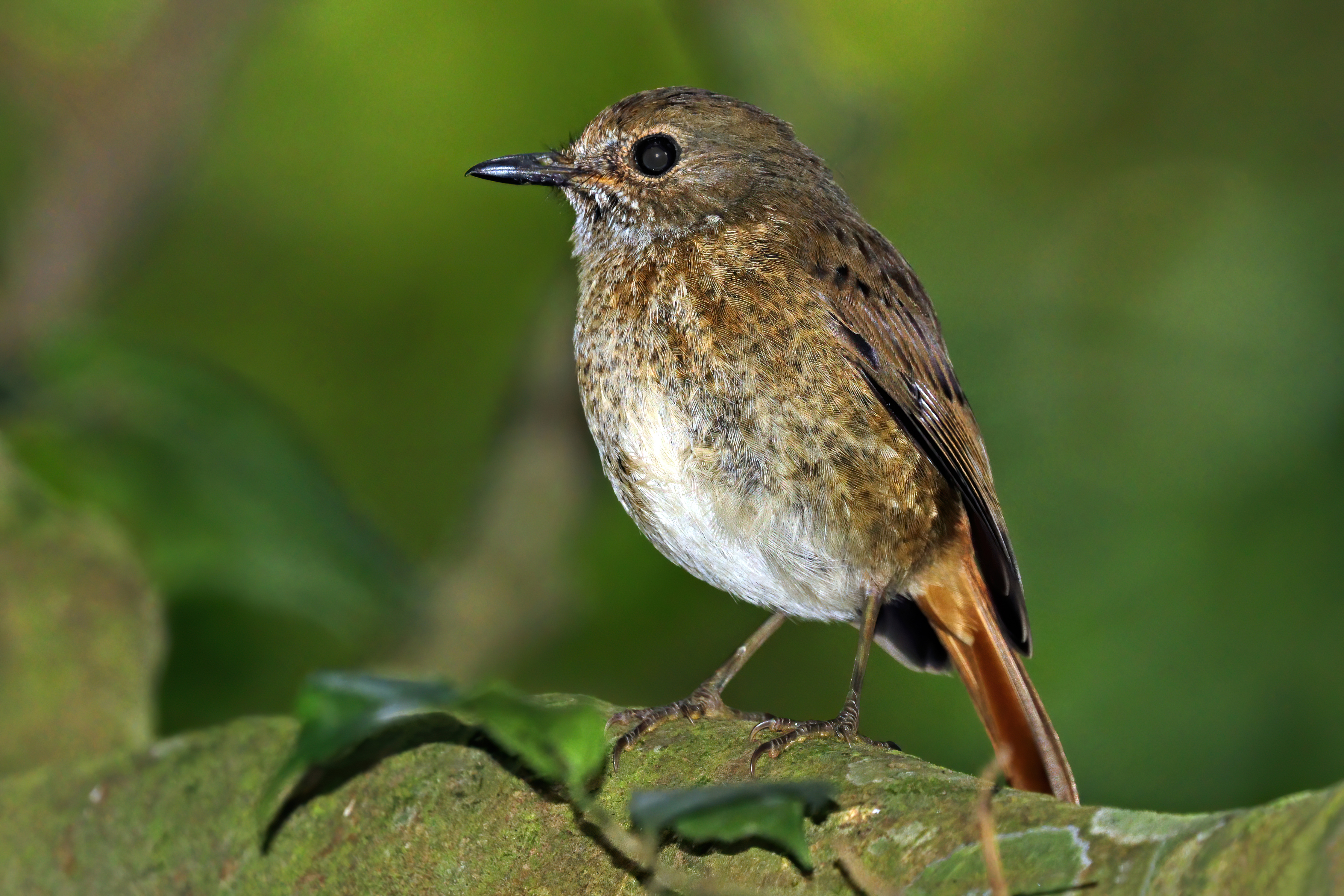
Amberstentrast, adult hona.
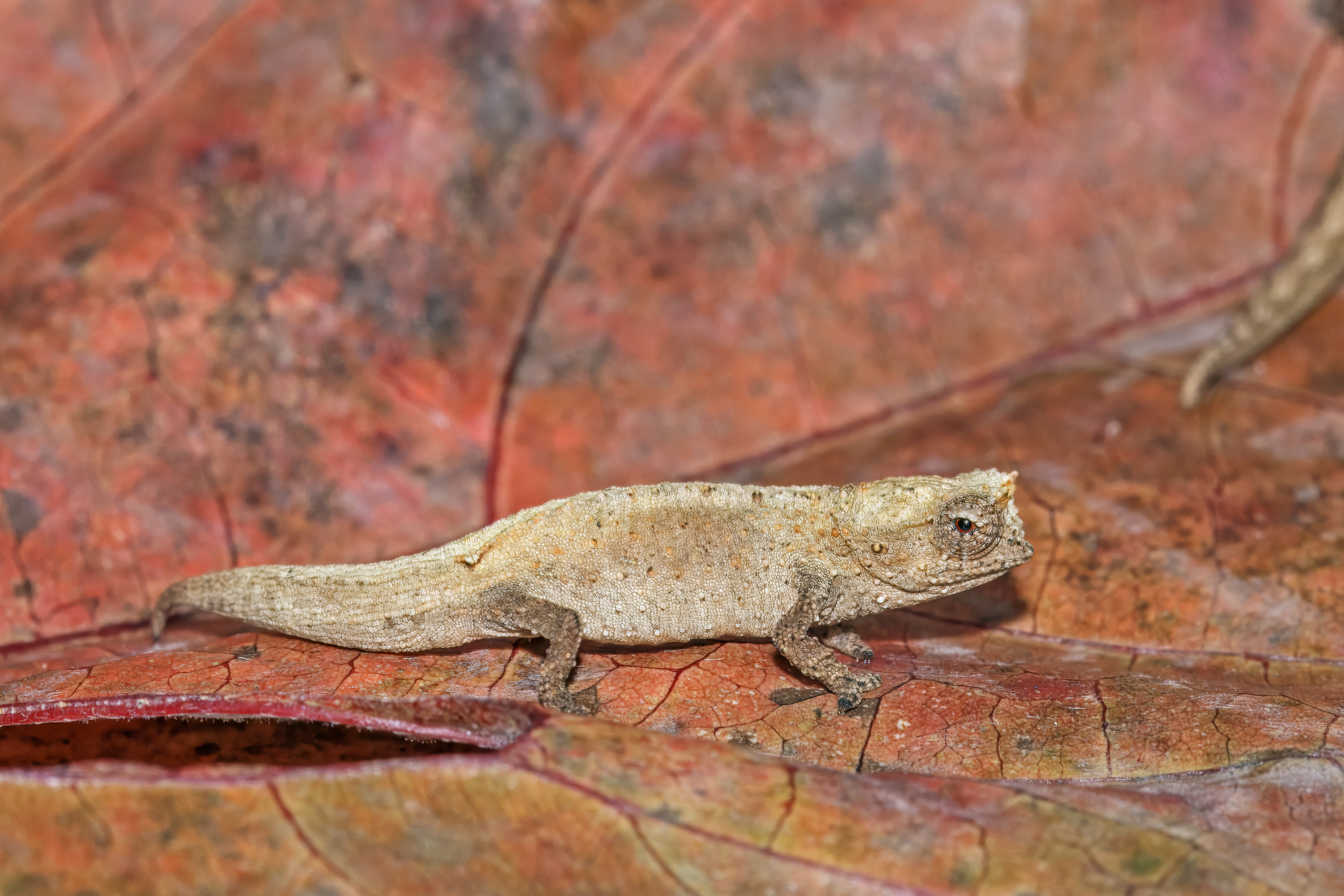
Brookesia tuberculata, hane.
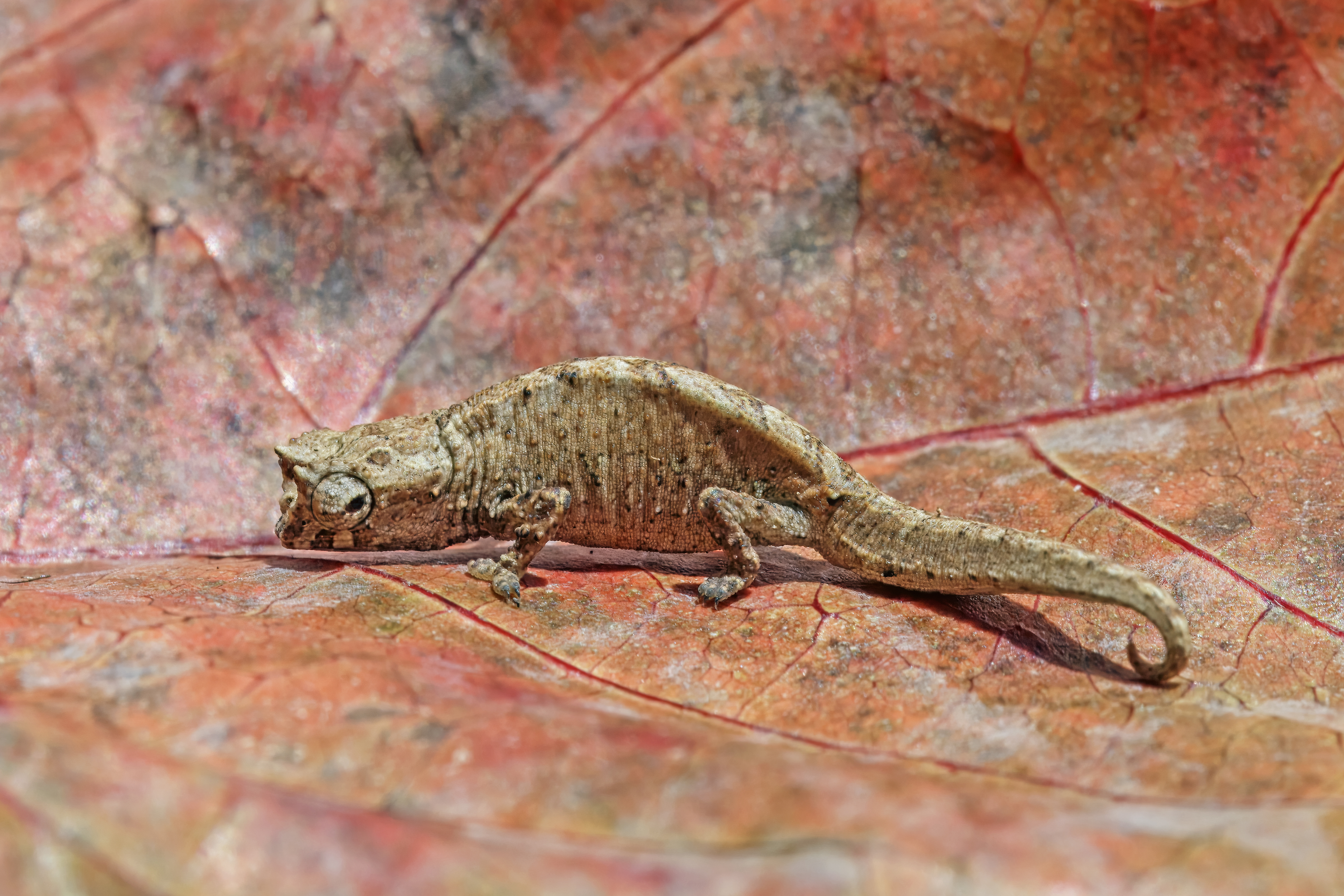
Brookesia tuberculata, hona.